# Simurgh

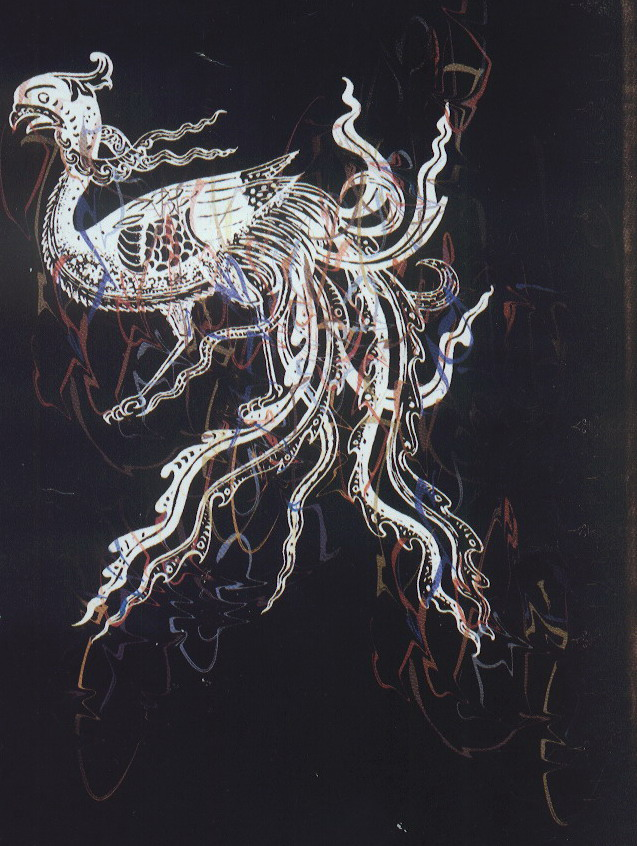
Simurgh

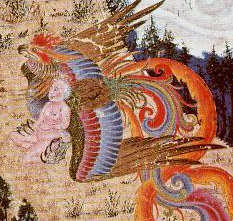
Simurgh

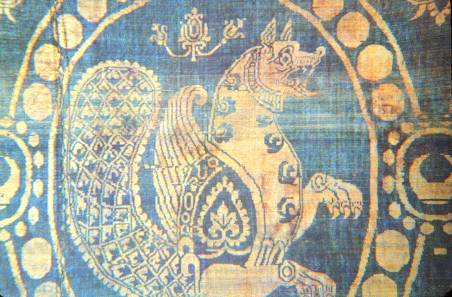
Simurgh

De simurgh (senmurv, saena-meregha) (Perzisch: سیمرغ) is een mythische vogel uit de Perzische mythologie, die op de top van de berg Elboers (een heilige Perzische berg die de hemel raakt) zou leven. Het is een alwetende vogel die kan denken en praten. Met koning Salomo sprak hij over filosofie. Zijn vleugels zijn breed als de wolken en zijn veren bezitten magische helende krachten. Het dier is half vogel, half zoogdier, en zoogt zijn jongen als een vleermuis. Hij zou 1500 jaar lang leven, zichzelf nieuw leven inblazen en dan nog eens 1500 jaar leven.
Ooit had de simurgh  een nest in de Boom der Kennis. Deze werd bewaakt door duizenden geesten en de zaden van goedheid en kennis ontsproten aan de takken. Toen de Simurgh uit de boom opsteeg, groeiden duizend nieuwe twijgen uit de gehavende boom. Toen de simurgh weer neerstreek in de boom, braken de duizend twijgen af en verspreidden de zaden van al het leven zich over de aarde.
De combinatie van si (dertig) en murgh (vogel) betekent dertig vogels in een. Allerlei vogels gingen op zoek naar de simurgh, toen ze in China een veer van hem hadden gevonden. De vogels werden geëerd met de cryptische uitspraak dat ze allemaal de simurgh waren en dat de simurgh hen allemaal was. Farid ad-Din Attar schreef over de zoektocht naar de simurgh in De Samenspraak van de Vogels.

## De simurgh in verhalen
Toen Zal, de witharige zoon van de krijger Sam, op de beboste helling van Elboers werd achtergelaten, vond de grote vogel de baby en nam het mee naar haar nest boven de wolken. Zij zorgde voor de jongen, leerde hem de taal der mensen en onthulde de mysteries van de aarde. Op een dag trok Sam de berg op, op zoek naar zijn zoon. De simurgh nam afscheid van Zal en gaf hem een veer. Deze moest hij in het vuur gooien als er gevaar dreigde, dan zou de simurgh verschijnen. Later zouden Zal en zijn zoon Rustam de krachten van de vogel nog meermaals oproepen. Dit verhaal komt uit de Sjahnama van Ferdowsi (10e eeuw).